# NGC 5059
NGC 5059 est une très vaste et lointaine galaxie spirale située dans la constellation de la Vierge. Sa vitesse par rapport au fond diffus cosmologique est de 14 988 ± 22 km/s, ce qui correspond à une distance de Hubble de 221 ± 15 Mpc (∼721 millions d'al). NGC 5059 a été découverte par l'astronome allemand Albert Marth en 1865.